# Галичина-фільм
Галичина-фільм — у минулому українська кіностудія. Заснована у Львові 1989 року й проіснувала до кінця 2010-х.
У певний період студія займалася зйомками кліпів, телевізійних та анімаційних телефільмів.

## Історія
Львівська кіностудія «Галичина-фільм» заснована 1989 року. З 1990 року директором, а з 1991 директором та художнім керівником студії був Василь Босович.
У доробку студії «Галичина-фільм» — анімаційні кліпи та документальні фільми: документальний фільм про Андрея Шептицького «Благословляю і молюся», художній фільм про УПА «Нам дзвони не грали, коли ми вмирали», перший фільм про масові виселення з Західної України «Люди з номерами», документальний фільм про Василя Стуса «Просвітлої дороги свічка чорна» тощо.

## Колектив
- Засновник / директор / художній керівник — Босович Василь Васильович
- Директор / продюсер — Кметик Володимир Іванович
- Бухгалтер — Маршалюк Тетяна Мечиславівна

## Соціальні ініціативи
Колектив кіностудії виступив ініціатором і організатором перепоховання праху В. Стуса. 

## Вибрана фільмографія
- 1989 — «Львівська хвиля»
- 1990 — «Нам дзвони не грали, коли ми вмирали»  (художній)
- 1990 — «Благословляю і молюся»  (документальний)
- 1991 — «Люди з номерами»
- 1991 — «Просвітлої дороги свічка чорна» (документальний)
- 1992 — «Твердиня духа нашого»
- 1993 — «Батурин»
- 1993 — «Олеський замок»
- 1994 — «Амур і Демон»
- 1995 — «Ісус, син Бога живого»
- 1997 — «Страчена і воскресла»
- 2003 — «Андрій Бокотей. Дні творення»
- 2003 — «Слава Стецько: з життя в легенду»
- 2005 — «Пісня, подарована Богом»
- 2010 — «Серце світу»

## Нові проєкти
Ляльковий анімаційний серіал про пригоди Котигорошка зробила львівська продюсерська студія «Галичина-фільм». Відзняті десять серій по десять хвилин кожна залишилось тільки озвучити.
Ідея зняти мультик про українського героя виникла два роки тому, тоді ж студія і розпочала втілювати її в життя. У мультику присутні всі традиційні персонажі казки про Котигорошка. Ляльки та декорації виготовили львівські художники, «водили» ляльками і грали ролі актори львівського театру «І люди, і ляльки». Знімали в спеціально спорудженому міні-павільйоні просто в студії. Бюджет мультфільму Василь Босович наразі не називає, бо це, за його словами, «таємниця фірми».
А запланований український анімаційний фільм про Котигорошка, на відміну від лялькової версії, буде сучаснішим та іронічнішим від лялькового «побратима». «Просто люди, які це замовляють, мають намір добре цей мультик продати», — додає керівник студії.
Привідкрив директор студії і завісу іншої таємниці: «Ми запускаємо ще три нових проєкти — ігровий фільм плюс на підході ще два великих проєкти. Це будуть телевізійні серіали, один з яких — мелодрама на тлі історичних подій (зокрема, про українських січових стрільців). Цей серіал обіцяє стати дуже цікавим і вже навіть заручився солідною державною та міжнародною підтримкою. Крім того, хочемо відкрити у Львові Школу анімації».